# キャバクラ
キャバクラとは、キャバ嬢と呼ばれる女性が客席に付き接待を行う飲食店。ネット上で行う「ネットキャバクラ」という種類もある。料金は時間制で、常時接待を行う風俗営業（接待飲食店）である。

## 概要
語源はフランス語由来の「キャバレー」（cabaret）と、英語由来の「クラブ」（club）を合成した造語で、和製外来語である。キャバレーのような明朗な時間制料金で、クラブの高級感を合わせ持つことを意図した。
1980年代半ばに現れた業態で「風俗営業等取締法」改正後の新たな業態として注目された。当初は「3回通えば、店外デート」がセールスポイントであった。料金が時間制である点がスナックや高級クラブと異なる。これまでのキャバレーより小規模な店舗面積で多くの店舗が誕生した。業界の成熟、店舗数の飽和が見られた1990年代後半以降は、都市部の繁華街以外にも郊外への出店も見られている。
女性従業員（キャバ嬢・キャスト）には「笑顔での応対」や「相手に話を合わせながらいい気分でお酒を飲ませる」など、感情労働を求められる。
男性従業員が女性客を接待する同様の業種に「メンズキャバクラ」「ホストクラブ」がある。名称が類似している「ネットキャバクラ」はインターネット上でのライブチャットやSkypeなどの映像付き音声通話を利用したサービスである。

## 法律上の位置づけ
風営法第2条の定める風俗営業のうち「接待飲食等営業」に分類される1号または2号で都道府県公安委員会の許可を受けて営業する。風営法第22条により18歳未満の者に客の接待をさせることはできない（なお、接待業務に就かせなければ18歳未満の者を雇用することはできる）。管轄は、多くの場合店舗の所在地を管轄する警察署の生活安全課。また、18歳未満の者を入店させてはならない（風営法第18、22条）。営業時間に関して、風営法13条により午前0時から午前6時までの深夜は営業できないという制限を受ける。
風俗営業の許可に加えて「食品衛生法」第51、52条、「食品衛生法施行令」第35条により店舗の所在する自治体の保健所に飲食店営業許可申請をし、都道府県知事の許可を得ることとなる。

## 従業員
キャバクラでは接待をする女性従業員のことを古くは「ホステス」、近年は「キャバクラ嬢」または「キャバ嬢」、店の側からはキャストと呼称する。一方で、利用客のことはゲストと呼称する。同じ女性従業員でも接待をしないエスコート・ホール係や、バニーガールを配置する店舗も見られる。女性のエスコート・ホールやバニーガールが接待するケースも見受けられるが、その扱いは店舗により相違がある。
キャバクラ嬢以外の従業員にホール、エスコート、キャッシャー、調理担当、バーテンダ―、送迎ドライバーなどが居る。エスコート業務を担当する男性従業員を「黒服」と呼び、店内のホール業務を担当する男性従業員を「ボーイ」と呼ぶこともある。男性従業員が店外での呼び込みを行うこともあるが、店員ではないフリーのキャッチやスカウトもいる。美容師やスタイリストを外注している店舗もある。

## サービス内容
キャバクラ嬢が隣に座り、接待する。通常のキャバクラでは性的な行為などは禁止されている。ハウスボトル（ブランデー・ウイスキー・焼酎等）は飲み放題であることが多い。料金は時間制でのセット料金である。他に指名料、キャストドリンク等が発生する。店舗によっては「テーブルチャージ・税金・サービス料」等として5～20％程度割増となることがある。延長確認の有無は店舗によって異なる。また店外デートについては「同伴」出勤や店の閉店後にキャバクラ嬢と客で酒などを飲みに行ったりカラオケに行ったりする「アフター」がある。同伴出勤の回数はキャバクラ嬢の給与体系の中に組み込まれており、同伴回数にノルマを設けている店なども存在する。また同伴回数と指名（本指名・場内指名）本数やドリンクの売り上げ等は給与にインセンティブとして上乗せされる。客の指名が被った場合には一方の客に指名以外のキャストが付くが、これをヘルプという。どの客にどのキャストを付けるかといったことも重要なホール業務となってくる。

### ショータイム
ショータイムを実施している店において、特定の時間や特定の期間中に店内で行われる店の女性従業員（キャバクラ嬢）が出演するショーの時間。ショータイムに出演している従業員のことを「ショーメンバー」という。歌、ダンスが主流で、中には本格的なショーを演出している店もある。

## キャバクラ嬢による営業活動
キャバクラ嬢は、固定客や固定客からの紹介によって指名を得るために、さまざまな営業活動が必要である。以下がその主な内容である。

### メールやSNSを使った営業
キャバクラ嬢は、接客中もしくは接客後に客と連絡先を交換しておき、客が帰った30分後を目安にお礼の連絡をし、次の来店を促す。 頻繁には来店のない客で、その客が悪客ではない場合は、紹介や接待などで指名に繋がる可能性があるため日常的にやり取りを続け、来店を促す。なお、このやり取りは、昼間別の仕事をしているキャバクラ嬢や、特定の交際相手がいるキャバクラ嬢などにとっては負担となることがあるため、店長やその他の従業員などが本人を装って代行することもある。

#### 客からキャバクラ嬢へのプレゼント
キャバクラでは、客が料金を支払ってその対価としてのサービスを提供されているため、本来はプレゼントなどは不要である。しかし、現在ではキャバクラ嬢にとって、誕生日やクリスマスなどは、1年のうちで最も稼げるイベント日となっており、店にとっても稼ぎ時であるため、大いに盛り上げようという風潮が生まれた。誕生日イベントを開き、多くの指名を取ることでキャバクラ嬢は次月の時給を上げることができる。また、売上とは別に、誕生日などに複数の客に同じアクセサリーをプレゼントさせ、ひとつだけ残して残りを換金し現金を得る方法もある。これには別途、あたかも「特別なあなたからのプレゼントをいつも身につけている」という状況を、同時進行的に全ての客に見せることができ、客の支配欲を満たすのにも有効な手段として一時流行した。

### 他店のキャバクラ嬢に対する営業
前項でも述べた通り、誕生日のイベントはキャバクラ嬢にとってとても重要であるため、当日は日頃の指名客以上の客に来店してもらう必要がある。そのとき重要になってくるのが、他店のキャバクラ嬢（以降「他店嬢」と呼ぶ）である。イベントがあるときには、他店嬢が他店嬢自身の顧客を連れて来店、その顧客に支払いをさせることで、相乗的に客の支払い金額を増やし、お互いの売上に貢献しあっている。そういった関係性を作るために、日頃からお互いの店に行き来するという営業活動も行っている。

## 昼キャバ
本来キャバクラは風適法の関係上、遅くとも深夜1時には営業を終了しなければならないことになっているが、従来はその制限を守らず、客がいる限り深夜4～5時頃まで営業を行う店がほとんどだった。しかし近年になって警察の取締が強化され深夜帯の営業が困難になりつつあること、また雇用形態の多様化から昼間でもキャバクラのような業態の店舗に対するニーズが生まれてきたことから、主に既存のキャバクラが、昼間遊んでいる店舗の活用、深夜帯の営業中止により減少した売上を少しでもカバーすることなどを目的に、昼間から営業を開始する例が見られるようになった。これら昼間営業するキャバクラを通称「昼キャバ」と呼ぶ。
昼キャバと一口に言っても、実際はホストクラブにおける「二部営業」（夕方～深夜1時までの1部、日の出～昼頃までの2部と営業時間を分けて営業する形態）同様の営業形態を取る店もあれば、昼頃にオープンし夕方まで営業する形態の店など、営業形態は様々である。

## 類似業種
クラブ
従来から存在する業態で、ホステスが客の横に座り接客する点はキャバクラと同じだが、一般的に料金が時間制ではなく、ボトルキープが基本（料金体系が明確でない）。
リゾートキャバクラ
沖縄県宮古島のラウンジがリゾートバイトとラウンジを合わせてリゾートキャバクラと使い出した。テレビなどではリゾキャバと略されて使用されることが多い。
キャンパスクラブ
「キャンパスクラブ」とは、接客のプロによるサービスを売りにする従来の飲食店とは異なり、一般の女子大学生が自然体で会話を楽しむことを目的とした業態である。
過度な演出や媚びた態度を取ることはなく、あくまで「普通の学生」との素朴な交流を提供する点が特徴とされる。
利用客は、疑似恋愛的な体験ではなく、学生との日常的な会話や成長を見守るような関わり方を楽しむことが多い。このような独特のスタイルが、「キャンパスクラブ」ならではの魅力とされている。
近年では、東京都内に複数の店舗を展開している。
コスプレキャバクラ（コスプレパブ）（略称：コスキャバ、コスパブ）
ホステスがコスプレをして接待することを売り物にする店。メイド・制服・アニメのキャラクターなど店舗によって内容が異なる。サブカルチャーの系譜は2003年、東京の神田駅前にオープンした店が発祥であるが、セーラー服や女子高生風の衣装を採用したキャバクラは1990年代から存在している。
ランジェリーパブ（略称：ランパブ）
裸の上にランジェリー以外は身に付けないで接待する店。ただし、ホステスの体を触ることは禁止されている。その他はキャバクラとほぼ同様である。
セクシーパブ（セクキャバ、お触りキャバクラ、など）
ホステスが接客する際、裸になり、体を触ることが可能な店。ただしピンクサロンとは異なり、ホステスが客の性器を刺激し射精させるサービスはない。また、一般的に店内はキャバクラよりも暗い。
ガールズバー
2006年頃より増え始めた業態。基本はショットバーで、バーテンダー、ウェイトレスは若い女性である。店員は常時隣席に付かないが、カウンター越しなどで会話、接客を楽しむことができる。
シングルスバー
2008年はじめ頃から増えてきた業態。独身の男女が来店し、そこで異性と自由に会話のできるバー。完全会員制であることが多く、話したい異性がいたら、その旨店舗スタッフに伝えると仲介してくれる。女性もお客であるという点がキャバクラと異なるが、店舗が募集をかけていることもある。

## 地方での別称
ニュークラブ
北海道札幌市のススキノや北東北の一部地域では「キャバクラ」という名称はその他の地域でのセクシーパブ（キャバ嬢が裸になる店）に該当する店舗を指し、その他の地域でのキャバクラに該当する店舗は「ニュークラブ」と称している。札幌以外に北海道各地（苫小牧・旭川など）をはじめ、青森など北東北の一部で用いられている。安い料金設定のキャンパスクラブなどとの差別化のために、店名の頭に「New Club」をつけている高級感のある店も多い。
ラウンジ
九州の一部地域（主に北九州市など）では北海道・北東北同様に「キャバクラ」はその他の地域でのセクシーパブに該当する店舗を指し、その他の地域のキャバクラに該当する店舗は「ラウンジ」と称されている。なお関西ではラウンジといえば低価格のクラブを指す。
ピアノバー
アメリカニューヨークでは、日本におけるキャバクラのことをピアノバーと呼ぶ場合がある。

## 社会問題

### 労働条件
特別な資格もない若い女性が一見高級な賃金を得られるように見えるが、実際は高額な経費を自分で知らない間に払わされることが多く、実際の給料が少なくなることが多い。キャバクラ嬢の賃金は美容を維持するための経費が形を変えたものでもあり、そのような形での出費も余儀なくされるのが常である。長時間労働と多量の飲酒により、考える暇もなくなり、このことに気づかないキャバクラ嬢も多い。そして、気づいた頃には心も体も病気にかかり社会生活を送れなくなる者も多くいる。
社会保険に加入していない会社が多く、加齢や病気などで働けなくなった際に、より過酷な状況に置かれてしまうという問題がある。若年者であるキャバクラ嬢に対して、労働者の権利や性知識、社会人として必要な知識を伝達されることがないため、使い捨てされているのが現状である。また、多くのキャバクラ業界の会社が現金手渡しで賃金を渡しており、確定申告や納税の方法を教えないため、納税を行っていないキャバクラ嬢も多い。そもそも基本的にキャバクラ嬢は業務委託の形で勤務している（この場合キャバクラ嬢は個人事業主）。

### 感染症対策
2020年、2019新型コロナウイルスの感染が全国的に拡大した。キャバクラの利用客や従業員からも陽性患者が現れたが、具体的な店名や行動歴を明かさないことが多く、濃厚接触者の特定や追跡等を困難にさせる要因の一つとなった。

## キャバクラを描いた作品
- 六本木キャバクラ天使（1999年1月～3月、テレビ朝日）
- お水の花道（1999年1月～3月、フジテレビ）
- 新・お水の花道（2001年4月～6月、フジテレビ）
- 嬢王（2005年10月～12月、テレビ東京）
- 恋する!?キャバ嬢（2006年1月～3月、テレビ東京）
- 黒い太陽（2006年7月～9月、〈2007年9月21日続編スペシャル〉テレビ朝日）
- キャバギョ!（2007年1月17日、エイベックス配給DVDドラマ）
- 美咲ナンバーワン!!（2011年1月～3月、日本テレビ）
- 黒服物語（2014年10月～12月、テレビ朝日）
- キャバすか学園（2016年10月30日～2017年1月15日、日本テレビ）
- ユダ（著者：立花胡桃）
- 龍が如くシリーズ

## 関連人物

### 有名なキャバクラ嬢
- 小川えり
- 愛沢えみり
- 桜井野の花
- 門りょう
- 進撃のノア
- ひめか
- 如月蓮

### キャバクラ文化人/評論家
- 木村和久 - 週刊誌『SPA!』でキャバクラに関するコラムを連載をしていたコラムニスト。キャバクラに関するハウツー本を多数執筆。
- 赤木太陽 - キャバクラ雑誌をはじめとしてテレビ、新聞、雑誌でキャバクラに関するコラム、コメントを提供しているライター。
- 鮎川優 - 水商売評論家、プロデューサー。
- 杉浦貴 - 「ミスターキャバクラ」の異名を持つプロレスリング・ノア所属のプロレスラー。
- 倉科遼 - 夜のネオン街を舞台とした作品を多数手掛ける漫画原作者。
- 輝咲翔 - 全国にキャバクラチェーンを展開する実業家。
- TSUKASA - 歌手